# Lucas Viatri
- | Lucas Viatri                                                                                                                                                         |                                                                                                                                                                       |                                                                                                                                                |
| Informações pessoais | | |
| Nome completo | Lucas Ezequiel Viatri | Lucas Ezequiel Viatri |
| Data de nascimento | 29 de março de 1987 (38 anos) | 29 de março de 1987 (38 anos) |
| Local de nascimento | Buenos Aires, Argentina | Buenos Aires, Argentina |
| Nacionalidade | argentina, italiana | argentina, italiana |
| Altura | 1,85 m | 1,85 m |
| Pé | Destro | Destro |
| Informações profissionais | | |
| Clube atual | aposentado | aposentado |
| Número | 28 | 28 |
| Posição | Atacante | Atacante |
| Clubes de juventude | | |
| 2003–2007 | Boca Juniors | Boca Juniors |
| Clubes profissionais2 | | |
| Anos | Clubes | Jogos e gol(o)s |
| 2007–2014 2007 2013–2014 2014–2015 2015 2016–2017 2017–2019 2020 2021 2022                                                                                           | Boca Juniors → Emelec (emp.) → Maracaibo (emp.) → Jaguares de Chiapas (emp.) Shanghai Shenhua → Banfield (emp.) Estudiantes Peñarol Colón Deportivo Maldonado Peñarol | 0133 000(31) 0008 0000(0) 0012 0000(2) 0033 0000(9) 0017 0000(6) 0025 0000(4) 0044 000(14) 0069 000(18) 0007 0000(0) 0009 0000(4) 0035 0000(3) |
| Seleção nacional3 | | |
| 2011 | Argentina | 0003 0000(0) |
| 2 Partidas e gols totais pelos clubes, atualizadas até 19 de setembro de 2024. 3 Partidas e gols pela seleção nacional estão atualizadas até 19 de setembro de 2024. | | |

Lucas Viatri (Buenos Aires, 29 de março de 1987), é um ex-futebolista argentino.
Veio das divisões de base do clube. Fez seu primeiro jogo no time principal do Boca Juniors no dia 17 de maio de 2008, na vitória de seu time por 2x1 sobre o Racing. 

## Estatísticas
Até 17 de abril de 2012.

### Clubes
| Clube             | Temporada         | Campeonato nacional | Campeonato nacional | Copa nacional[a] | Copa nacional[a] | Competições continentais[b] | Competições continentais[b] | Outros torneios[c] | Outros torneios[c] | Total | Total |
| Clube             | Temporada         | Jogos               | Gols                | Jogos            | Gols             | Jogos                       | Gols                        | Jogos              | Gols               | Jogos | Gols  |
| ----------------- | ----------------- | ------------------- | ------------------- | ---------------- | ---------------- | --------------------------- | --------------------------- | ------------------ | ------------------ | ----- | ----- |
| Boca Juniors      | 2007-08           | 2                   | 1                   | 0                | 0                | 0                           | 0                           | 0                  | 0                  | 2     | 1     |
| Boca Juniors      | 2008-09           | 28                  | 9                   | 0                | 0                | 4+1                         | 0                           | 0                  | 0                  | 33    | 9     |
| Boca Juniors      | 2009-10           | 22                  | 4                   | 0                | 0                | 1                           | 0                           | 0                  | 0                  | 23    | 4     |
| Boca Juniors      | 2010-11           | 28                  | 7                   | 0                | 0                | 0                           | 0                           | 0                  | 0                  | 28    | 7     |
| Boca Juniors      | 2011-12           | 15                  | 4                   | 2                | 0                | 3                           | 0                           | 0                  | 0                  | 18    | 4     |
| Boca Juniors      | 2011-12           | 9                   | 3                   | 0                | 0                | 1                           | 0                           | 0                  | 0                  | 10    | 3     |
| Boca Juniors      | Total             | 104                 | 28                  | 2                | 1                | 10                          | 0                           | 0                  | 0                  | 116   | 29    |
| Total na carreira | Total na carreira | 104                 | 28                  | 2                | 1                | 10                          | 0                           | 0                  | 0                  | 116   | 29    |

- a. ^ Jogos da Copa Argentina
- b. ^ Jogos da Copa Sul-Americana e Copa Libertadores
- c. ^ Jogos do Jogo amistoso

## Títulos
Boca Juniors
- Recopa Sul-Americana: 2008
- Capeonato Argentino (Apertura): 2008-09, 2011-12
- Copa Argentina: 2011-12

Peñarol
- Campeonato Uruguaio: 2017, 2018
- Supercopa Uruguaya: 2018